# Nina Morozova
Nina Morozova (née le 15 septembre 1989) est une athlète russe, spécialiste du 100 mètres haies. 

## Biographie

### Palmarès
| Date | Compétition                       | Lieu        | Résultat | Temps   |
| ---- | --------------------------------- | ----------- | -------- | ------- |
| 2015 | Championnats d'Europe par équipes | Tcheboksary | 2e       | 12 s 85 |
| 2015 | Universiade                       | Gwangju     | 2e       | 12 s 83 |
| 2015 | DécaNation                        | Paris       | 2e       | 13 s 01 |
| 2015 | Jeux mondiaux militaires          | Mungyeong   | 3e       | 13 s 38 |
| 2015 | Jeux mondiaux militaires          | Mungyeong   | 2e       | 44 s 20 |

### Records
| Épreuve     | Performance | Lieu  | Date        |
| ----------- | ----------- | ----- | ----------- |
| 100 m haies | 12 s 82     | Adler | 28 mai 2015 |